# Mileva Marić
Mileva Marić (em sérvio:  Милева Марић; Titel, Áustria-Hungria, 19 de dezembro de 1875 — Zurique, Suíça, 4 de agosto de 1948) foi uma física e matemática sérvia.
Foi a primeira esposa de Albert Einstein, de 1903 a 1919, com quem teve três filhos: Lieserl Einstein (de quem pouco se sabe), Hans Albert Einstein e Eduard Einstein. Mileva era a única mulher da turma de Einstein no Instituto Federal de Tecnologia de Zurique (ETHZ) e a segunda mulher a terminar o curso no Departamento de Matemática e Física da instituição.
O casal se separou em 1914, quando Mileva levou as crianças para Zurique. O divórcio foi oficializado em 1919, ano que em Albert se casou novamente. Quando ele recebeu o Prêmio Nobel em 1921, transferiu todo o dinheiro para Mileva, para que fosse usado na criação dos filhos. Em 1930, aos 20 anos de idade, seu terceiro filho Eduard, então estudante de medicina, teve uma crise, que levou ao diagnóstico de esquizofrenia. Com o aumento das despesas por conta do tratamento do filho, Mileva teve que vender duas das três casas que ela e Albert compraram para custear a internação. Albert fez contribuições regulares para o cuidado do filho, que continuou depois que ele emigrou para os Estados Unidos com sua segunda esposa, Elsa, sua prima em primeiro grau.

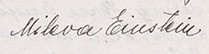
Assinatura de Mileva Maric-Einstein.

## Biografia
Mileva nasceu em 19 de dezembro de 1875 na cidade de Titel, na região de Šajka de Bačka, atual Sérvia, na época parte do Império Austro-Húngaro. Depois de uma década de casamento, Mileva foi a filha sobrevivente após dois meninos natimortos. Progênita mais velha de um oficial do Governo do Império Austro-Húngaro, Miloš Marić (1846–1922) e sua esposa, Marija Ružić-Marić (1847–1935), seu pai terminou a carreira militar logo após seu nascimento e conseguiu um emprego no tribunal de Ruma e depois em Zagreb. Mileva tinha uma irmã, Zorka, e um irmão dez anos mais novo, Miloš Marić, nomeado em homenagem ao pai. Eram uma família abastada, com posses e que, graças à boa situação financeira da família, permitiu a todos os irmãos Marić a oportunidade de uma boa educação no exterior, algo raro para as moças da época. Zorka estudou Biologia em Zurique, porém parou devido a uma doença; e Milos completou seus estudos de medicina na Universidade Húngara de Kolozvar.
O apelido de Mileva no âmbito familiar era "Mitza", ou escrito da forma pronunciada "Mica". Os amigos da família afirmam que, durante sua infância, Mileva foi muito mimada, recebendo muita permissão e atenção dos pais, devido principalmente a sua condição física no quadril esquerdo que fora deslocado durante seu nascimento, deixando uma perna mais curta que a outra, fazendo-a mancar durante toda a vida; na época, para uma garota, a condição era bem séria. A deficiência deixaria longas marcas durante e após a vida de Mileva, que passou por bullying durante toda a sua escolaridade e graduação, assim como taxada de "manca, e somente manca" durante toda a história.
Mileva demonstrou desde muito nova talento para matemática, línguas, pintura e música. Começou o ensino médio em 1886, na escola para moças em Novi Sad, mas no ano seguinte ela mudou para a escola de Sremska Mitrovica. Em 1891, seu pai conseguiu uma autorização especial para matricular Mileva como aluna especial na Royal Classical High School de Zagreb, frequentada apenas por rapazes. Ela passou no teste de admissão, e começou a estudar no ano seguinte. Teve também uma permissão especial para estudar física em fevereiro de 1894, passando nos exames finais de setembro do mesmo ano. Suas notas em física e matemática eram as mais altas da turma.
Naquele ano, Mileva caiu gravemente doente e decidiu se mudar para a Suíça, onde em 14 de novembro ela começou a ter aulas em uma escola de ensino médio para moças de Zurique. Depois de concluir os estudos, ela começou a estudar medicina na Universidade de Zurique, mas só cursou um semestre.
No outono de 1896, Mileva saiu da universidade e entrou no Instituto Federal de Tecnologia de Zurique, depois de passar no exame de admissão. Sua intenção era obter o diploma para exercer o magistério de física e matemática em escolas de ensino médio e começou o curso junto de Albert Einstein. Era a única mulher em uma classe de seis estudantes, a quinta mulher a entrar naquela curso, a segunda a concluir. Mileva deve ter impressionado os decanos da instituição que era bastante rígida na regra de admissão de estudantes, ainda mais mulheres naquela época. Mileva e Albert logo ficaram amigos.
Em outubro, Mileva foi para a universidade em Heidelberg, onde estudou no inverno entre os anos de 1897/98, com o ganhador do prêmio Nobel Philip Leonard, tendo palestras de física e matemática, retornando a Zurique em abril de 1898. Seu estudos incluíam cálculo integral e diferencial, geometria projetiva e descritiva, mecânica, física teórica e aplicada, física experimental e astronomia. Ela e Albert mantiveram contato enquanto ela estava fora. Ao retornar a Zurique, toda a formalidade nas cartas desapareceu, entre os diversos apelidos que deram um ao outro, os de maior destaque são Doll e Johnny. Nesse momento, um relacionamento amoroso é estabelecido, e eles passam a morar juntos. A reação dos pais de Mileva foi de tolerância, sabendo que as chances dela se casar eram mínimas, devido a sua inteligência e condição física; porém os pais de Albert abominavam a relação entre os dois, argumentando que ela era sérvia, mais velha que ele, manca e sem origem judaica. 
As cartas de Mileva nesse momento se tornam de resistência, protegendo Albert a qualquer custo. É evidente que ela coloca os interesses dele na frente dos dela. Albert exigia muito do seu tempo, fazendo-a sacrificar seus estudos e amigos pelo relacionamento.
No verão de 1900, ambos reprovam em seus exames finais. Mileva permanece em Zurique se preparando para refazer seus exames finais e trabalhando como auxiliar de laboratório. Em maio, o casal volta a se encontrar no lago de Como. Algumas semanas depois, Mileva descobre que está grávida.

## Gravidez de Lieserl
A carreira científica de Mileva acabou quando ela ficou grávida de Albert em 1901. Com três meses de gestação, ela tentou refazer o exame para a obtenção do diploma e se formar, sem conseguir alcançar a nota mínima mais uma vez.  Gravida de seis meses, Mileva foi definitivamente expulsa da Universidade Politécnica. Assim ela parou os estudos que vinha fazendo para seu trabalho de conclusão de curso, que ela esperava transformar em um projeto de doutorado, sob a supervisão de Heinrich Friedrich Weber.
De acordo com a lei suíça em vigor na época, um homem solteiro ou casado, com um filho fora do casamento, perderia automaticamente o emprego no serviço público; com Albert procurando emprego, Mileva foi então para Novi Sad, onde sua filha, Lieserl, nasceu em 1902, provavelmente no mês de janeiro. Aos 27 anos, com a universidade inacabada e um filho ilegítimo, começou a se sentir a vergonha da família.
A partir de registros da igreja, pode-se afirmar que Lieserl fora batizada no mosteiro de Kovilj como Ljubica. A existência da pequena Lieserl só foi descoberta na década de 80. Entre as correspondências do casal, o bebê é referido como Hansel, antes de seu nascimento, quando foi chamada de Lieserl. O que aconteceu com ela e seu destino são desconhecidos, porém muitas teorias são feitas: O psicanalista John Phillips relatou as palavras de Eric von Kahler de que o primeiro filho de Einstein era um idiota, potencializando a ideia de que Lieserl seria neurodivergente. Segundo Walter Isaacson, em sua biografia de Einstein, e também de acordo com algumas afirmações de Mileva feitas à sua amiga mais próxima Helene Savić (neé Klaufer), Lieserl foi dada para adoção aos 19 meses de vida; porém seus descendentes negam. Entretanto, Michele Zackheim, em seu livro sobre a busca da filha de Einstein e Mileva, disse que ela morreu de escarlatina. Além de sua certidão de nascimento, nenhum outro documento da bebê foi encontrado.
Mileva e Albert guardaram esse segredo a sete chaves durante toda vida; nem os outros filhos de Mileva sabiam que já possuíram uma irmã mais velha. De qualquer forma, Mileva voltou para Berna sem Liersel e Albert nunca viu a garota.

## Casamento

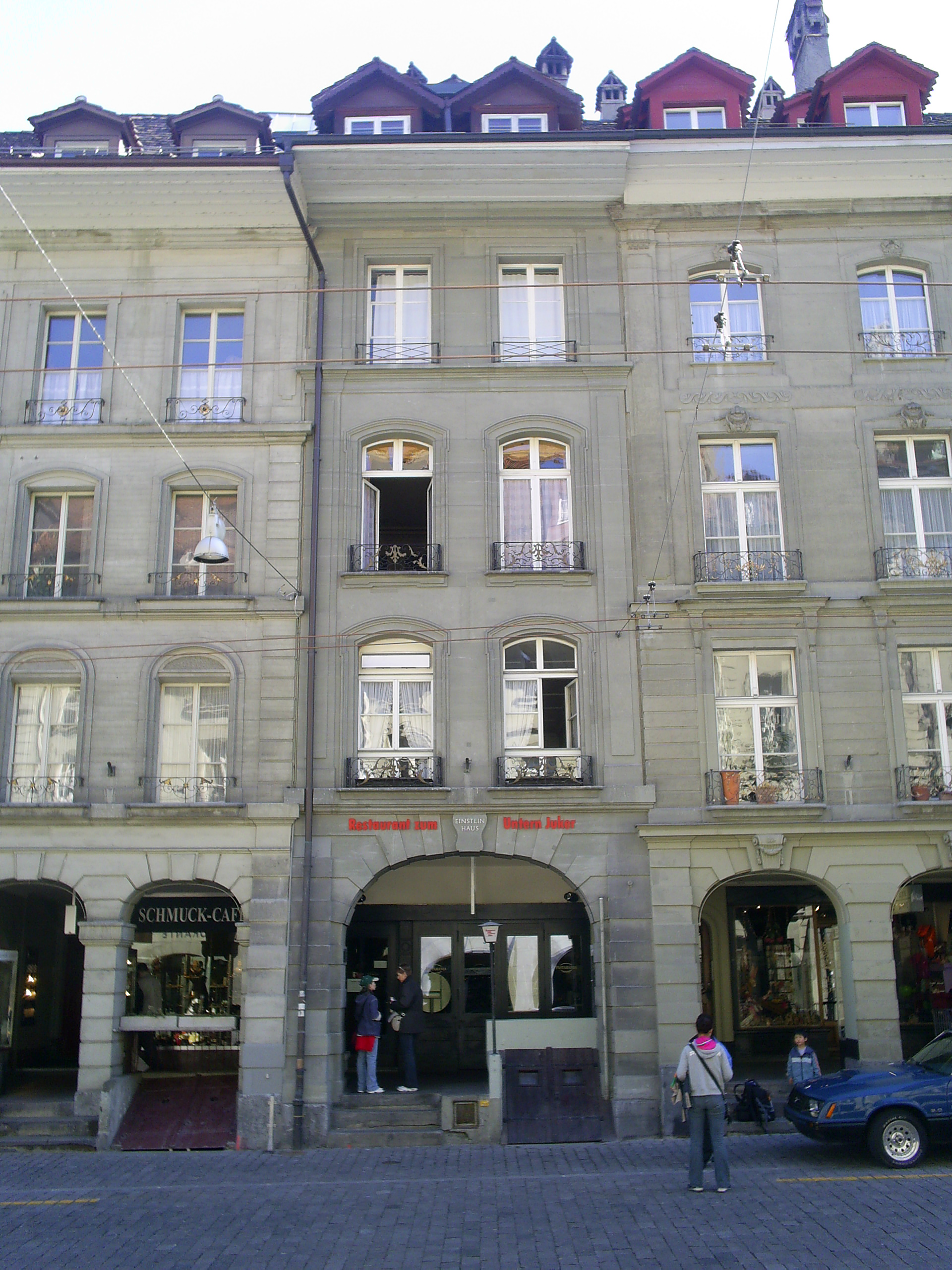
No centro, a Einsteinhaus, no número 49 da Kramgasse, em Berna. O segundo andar é o apartamento onde Albert e Mileva Einstein viveram de 1903 a 1905

Em 6 de janeiro de 1903, Mileva e Albert se casaram em Berna. Seus colegas de faculdade, Maurice Solovine e Conrad Habicht, foram testemunhas do enlace. Nenhum membro da família dos noivos estava presente e no lugar de uma festa, todos se reuniram em um restaurante próximo para um jantar. O casal também não teve lua-de-mel, retornando para seu apartamento com o fim do jantar.
As correspondências trocadas com amigos indicavam que este era um casal apaixonado, com uma vida confortável em Berna, que por sua vez não durou muito tempo. Logo Mileva começou a se sentir infeliz, sem conseguir participar das intensas discussões científicas do marido e dos colegas. É possível que estivesse sofrendo de depressão nessa época.
Em 1904, nasceu o primeiro filho do casal, Hans Albert Einstein, em Berna. Foi um momento feliz para o casal, em especial para Mileva, possivelmente ainda abalada pela perda da primeira filha. Em julho de 1910, o segundo filho do casal nasceu em Zurique, Eduard. A carreira de Albert estava deslanchando e é provável que Mileva o ajudasse a redigir artigos e a preparar palestras. Hans se tornaria engenheiro hidráulico pela Instituto Federal de Tecnologia de Zurique, obtendo doutorado em 1936. De 1947 a 1971 foi professor da Universidade da Califórnia em Berkeley e se tornou um dos maiores especialistas em aporte de sedimentos. Hans teve três filhos biológicos e uma adotada, mas apenas Bernhard Caesar Einstein chegou à idade adulta. Bernhard se tornaria físico e engenheiro, tendo registrado várias patentes em sua vida, trabalhando para empresas como Texas Instruments e a Litton Industries Bernhard morreu em 2008 e deixou cinco filhos. Thomas Martin Einstein, um de seus filhos e bisneto de Mileva e Albert, é médico anestesista na Califórnia.
Em 1913, convidado por Max Planck e Walter Nernst, Albert mudou toda a família para Berlim, a fim de ocupar uma cadeira como professor na Universidade de Berlim. Tal mudança contrariou Mileva que, desde 1912, encontrava-se em certa indisposição com Albert, pois este mantinha correspondência frequente com sua prima Elsa (que viria a ser a sua segunda esposa). Após uma série de atritos, somando-se a permanência em uma cidade estranha, o frequente descaso de Einstein consigo e com os filhos, bem como o interesse deste para com Elsa, os dois se divorciaram em 1914.
Depois de atender a uma série de exigências da parte de Albert com o divórcio, Mileva teve que cuidar dos filhos e sustentar uma casa sem a ajuda do ex-marido. Assim ela começou a dar aulas de música e de matemática em Zurique, às vezes pedindo dinheiro emprestado dos amigos. Quando Albert ganhou o Prêmio Nobel, em 1921, ele enviou todo o dinheiro que veio da premiação para Mileva, para auxiliar no pagamento da internação do filho. Com a verba, ela comprou três casas, duas das quais ela precisou vender para pagar pela internação de Eduard. A terceira casa, onde ela morava com Hans, ela passou para o nome de Albert, que vendeu sem lhe avisar, porém permitindo que ela morasse em um dos apartamentos do edifício.

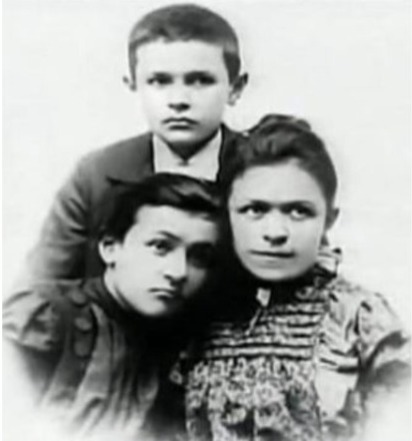
Mileva, Zorka e Milos, por volta de 1894.

### Irmãos
O irmão mais novo de Mileva, Miloš Marić, estudou medicina na Universidade Húngara de Kolozvar. Com a eclosão da Primeira Guerra Mundial, Milos entrou para o Exército Austro-Húngaro como médico. Em algum momento, ele foi viver na União Soviética, depois de se entregar para o Exército Vermelho, onde se tornou professor universitário, dando aulas de histologia. Em 1928, tornou-se professor titular da cadeira de histologia da Universidade Saratov, onde continuou trabalhando até sua morte, em 1944. Ele não mais se correspondeu com sua irmã Mileva, nem com a esposa, Marta e pouco se sabe sobre sua vida em Moscou além de poucos detalhes acadêmicos.
A irmã, Zorka Marić, era muito próxima da irmã Mileva. Acredita-se que durante a Primeira Guerra Mundial, ela foi estuprada por soldados em uma igreja em Rijeka, hoje na Croácia, em 1916. O evento pode ter contribuído para o comportamento de Zorka que se tornou avessa aos seres humanos em geral, dando preferência ao contato com animais especialmente gatos. Por algum tempo, Zorka ficou internada em uma clínica psiquiátrica em Zurique. Após a morte da mãe, em 1935, Zorka começou a beber. Ela morreu aos 55 anos, em 1938.

## Colaboração com Einstein

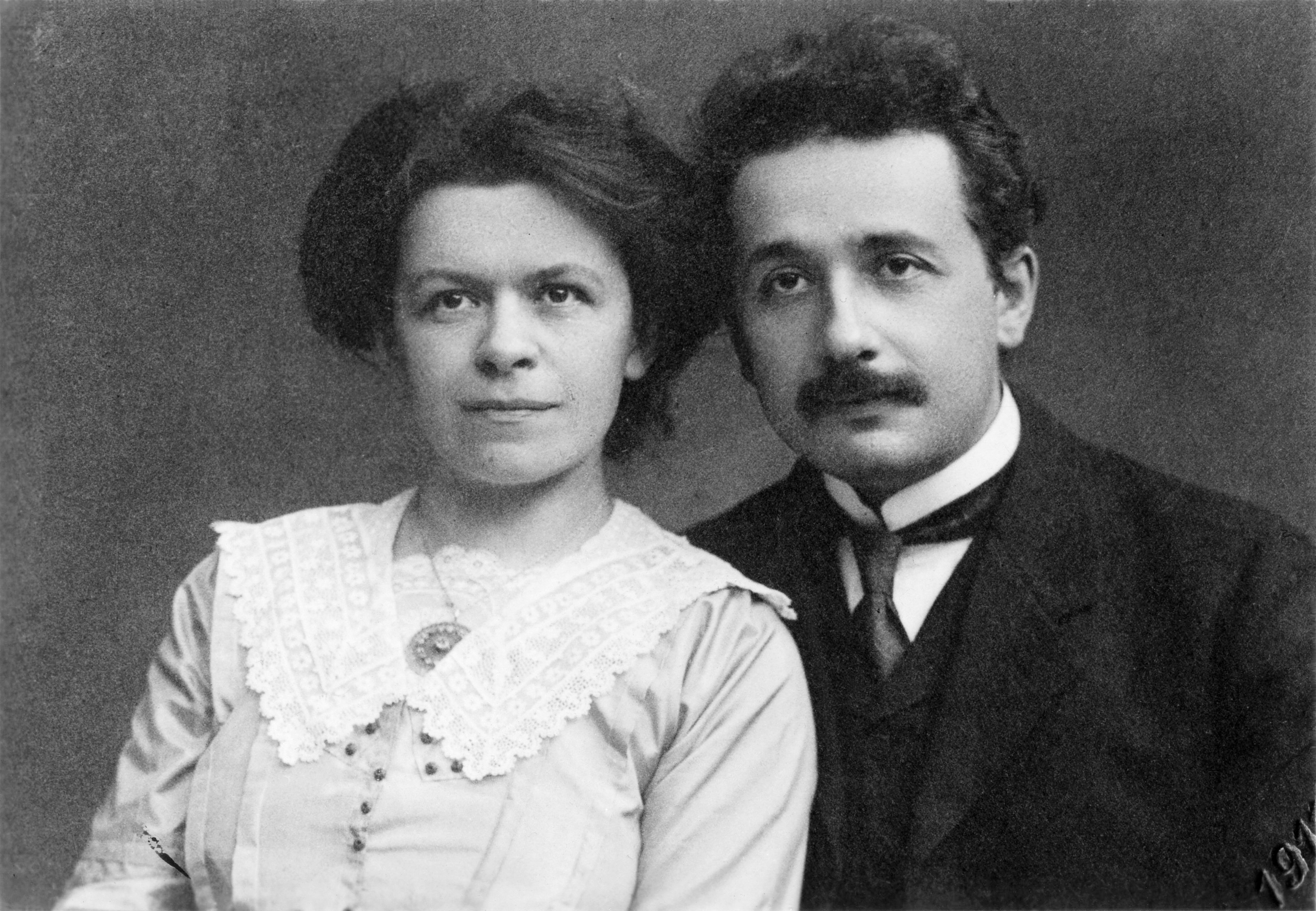
Albert e Mileva Einstein, 1912

Muito se discute se Mileva contribuiu e o quanto contribuiu para os primeiros trabalhos de Albert. Muitos historiadores da ciência argumentam que ela não teve nenhuma contribuição importante ao trabalho do ex-marido, enquanto outros, baseados nas cartas trocadas entre o casal, alegam que ela foi fundamental para a pesquisa e cálculos nos primeiros artigos publicados por ele.
O filho do casal, Hans Albert, disse que a mãe, ao se casar com Albert, desistiu de qualquer ambição na carreira científica. A afirmação de que ela seria co-autora de alguns dos primeiros trabalhos de Albert, que levaram aos artigos publicados em 1905, se baseiam em um relato do físico russo, Abram Joffe, que teria atribuído um trabalho de três autores Einstein-Marity erroneamente.
Em 1905, Mileva teria dito a um amigo que eles, Mileva e o marido, tinham terminado um trabalho importante, que deixaria seu  marido famoso. O fato de Albert se referir no plural em suas correspondências indicaria o período em que ele e Mileva eram estudantes em Zurique, quatro anos antes dos artigos publicados em 1905.
Usar referências no plural, segundo alguns historiadores, como John Stachel, era comum em suas cartas e que nas correspondências trocadas com Mileva onde ele conta sobre seus feitos científicos, ela não dava nenhuma resposta a respeito. Suas cartas para ele eram puramente pessoais e ela não comentou com amigos nem familiares sobre suas supostas descobertas ou feitos científicos. O conteúdo de algumas cartas apenas sugerem que houve uma colaboração entre eles, pelo menos, em 1901. Entretanto, não é possível visualizar nessas cartas contribuições teóricas feitas por Mileva, já que apenas Einstein se referia à teoria no plural. A biografia de Einstein , no entanto, mostra que os temas que levaram à produção de seus primeiros trabalhos já ocupavam suas reflexões antes de seu relacionamento com Mileva.

## Morte
Mileva Marić morreu em 4 de agosto de 1948, aos 72 anos de idade, em Zurique. Foi sepultada no Cemitério Nordheim. Eduard Einstein ficou internado em uma instituição psiquiátrica, em Burghölzli, até sua morte, em 1965, devido a um AVC. Seu pai nunca o visitou no hospital.